# Rhinogobius wuyiensis
Rhinogobius wuyiensis és una espècie de peix de la família dels gòbids i de l'ordre dels perciformes.

## Morfologia
- Els mascles poden assolir 4,2 cm de longitud total i les femelles 3,86.[4]

## Hàbitat
És un peix d'aigua dolça, de clima subtropical i demersal.

## Distribució geogràfica
Es troba a Àsia: riu Wuyi (Zhejiang, la Xina).

## Observacions
És inofensiu per als humans.